# Rolf Krake

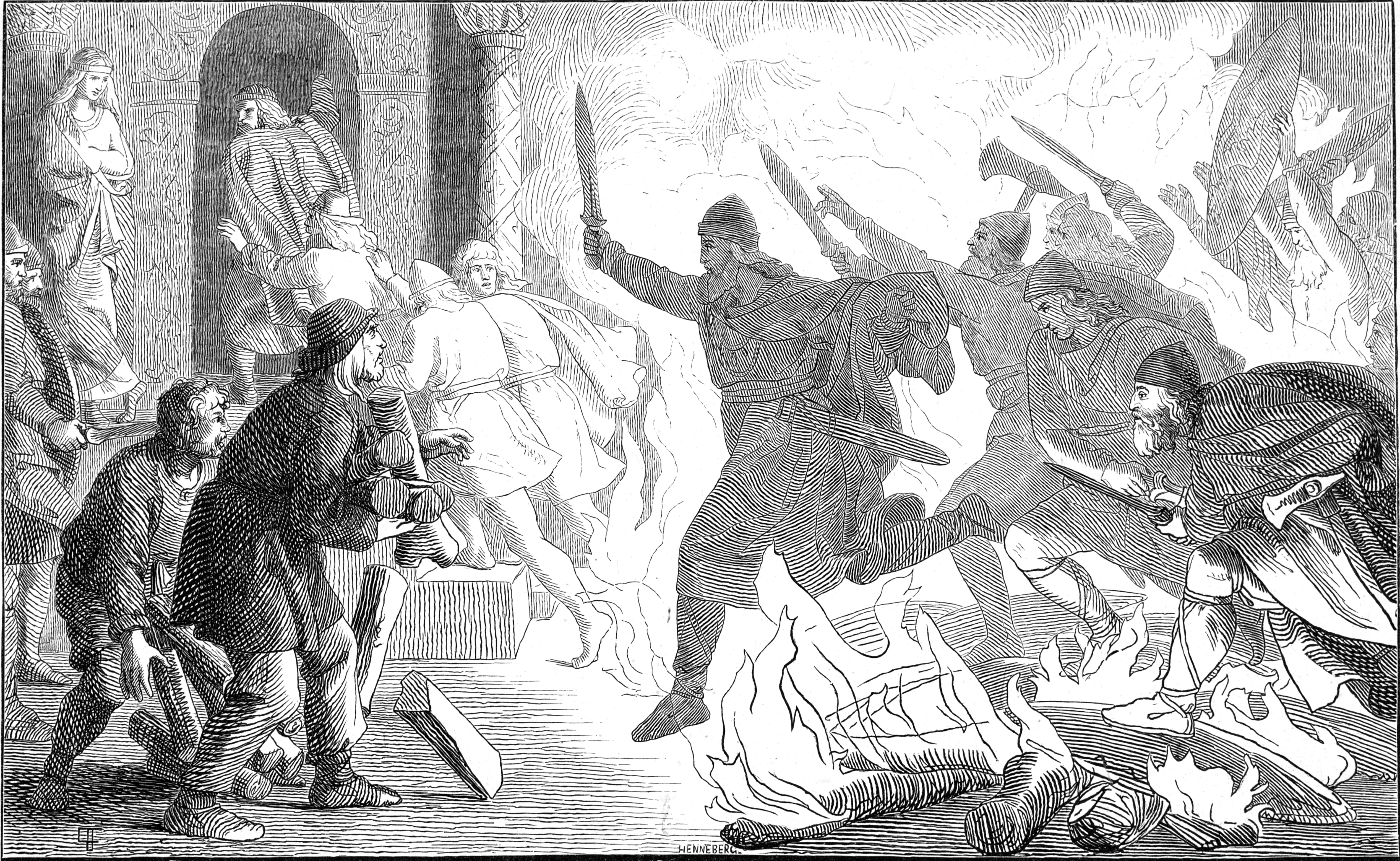
Rolf Kraki z drużyną przeskakują płomienie podczas przyjęcia u króla Szwecji Adilsa. Ilustracja: Lorenz Frølich, XIX w.

Rolf Krake, Hrothulf (Rolv Krage, Hrólfr Kraki, Hroðulf) – legendarny (znany z przekazów i sag) władca duński.

## Źródła wiadomości
Postać Rolfa Krake obecna jest w tradycjach zarówno anglosaskiej, jak i skandynawskiej. Władca wspomniany jest m.in. w pisanych po łacinie duńskich kronikach Chronicon Lethrense (anonimowej Kronice królów z Lejre) i Gesta Danorum (Czynach Duńczyków autorstwa Saxo Gramatyka), staroangielskim epickim poemacie heroicznym Beowulf oraz islandzkiej sadze Hrólfs saga kraka.
Część zawartych w tych źródłach informacji o Rolfie Krake jest spójna, jednak szereg wątków i wiadomości przytaczany jest w sposób rozbieżny. Z tego powodu wiedzy o tym władcy nie można czerpać tylko z jednego źródła.

## Rolf Krake wGesta Danorum

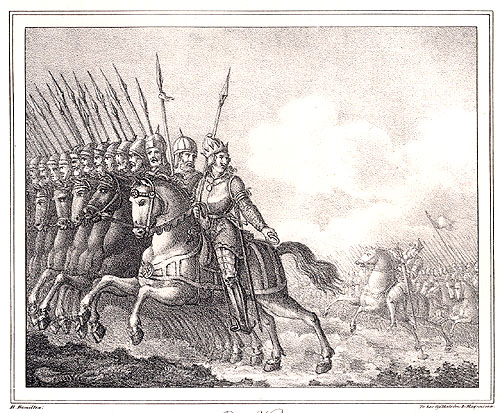
Rolf Krake rozsypuje złoto podczas ucieczki przed Szwedami. Ilustracja: Hugo Hamilton, XIX w.

### Pochodzenie
Według Gesta Danorum rodzicami Rolfa Krake byli król Helge oraz Yrse (Yrse była jednocześnie córką Helge, o czym on jednak nie wiedział płodząc z nią syna). Wujem Rolfa był król Hrodgar, a dziadkiem Halfdan Stary. Rolf miał siostrę Skulde.

### Historia
Saxo Gramatyk opisuje dzieje Rolfa Krake w sposób następujący:
Rolf objął władzę w momencie śmierci ojca, króla Helge, który popełnił samobójstwo. W owym czasie Szwecja podlegała Danii i zmuszona była świadczyć na jej rzecz coroczną daninę. Z myślą o zmniejszeniu tej daniny król Szwecji, Adils, poślubił matkę króla Danii, Yrsę. Po pewnym czasie jednak Yrse, zmęczona chciwością Adilsa, postanowiła go opuścić i pozbawić bogactwa. Z tą myślą zaprosiła do Szwecji syna. Po przybyciu Rolfa na dwór Adsila, po trzech dniach ucztowania, wczesnym rankiem kazała załadować wozy zawartością królewskiego skarbca i wraz z synem uciekła. Król ruszył w ich ślad, jednak uciekinierzy zrzucali z wozów kosztowności, co opóźniało i ostatecznie udaremniło pościg.
W późniejszym okresie Rolf Krake ponownie zmierzył się z królem Szwecji. Adils został wtedy pokonany, a Rolf przekazał rządy nad Szwecją Hjartvarowi (Hiartuarowi), który poślubił siostrę Rolfa, Skulde. Skulde, niezadowolona z konieczności płacenia na rzecz Danii daniny, podburzyła męża do ataku na siedzibę Rolfa w Lejre. Pod pretekstem zapłaty daniny do Danii wpłynęły statki szwedzkie, na których, jak się potem okazało, zamiast złota znajdowała się broń. Po zakończeniu powitalnego przyjęcia, gdy gospodarze legli zmorzeni zmęczeniem i trunkami, goście rozpoczęli rzeź śpiących. W wyniku długiej walki, do której stanęły drużyny obu królów, zginęli i Rolf Krake i Hjartvar.

## Rolf Krake wHrólfs saga kraka
Najbardziej szczegółowe informacje o Rolfie podane są w datowanej na ok. 1300 staroislandzkiej sadze Hrólfs saga kraka. Rolf nie jest przedstawiany jako potężny władca z nadania boskiego, lecz jako poganin, który stale musi zapewniać sobie wierność drużyny, walcząc w pierwszych szeregach i sypiąc złotem. Władca omówiony jest w szeregu epizodów (wątków) zwanych þættir koncentrujących się na jego pochodzeniu i drodze do tronu; równolegle opowiadane są dzieje poszczególnych wojowników wchodzących w skład drużyny Rolfa. Wątki łączą się w ostatnim epizodzie podającym informacje o ataku na siedzibę króla w Lejre i jego śmierci.

## Nawiązania w kulturze współczesnej
Imieniem władcy nazwano dwa okręty:

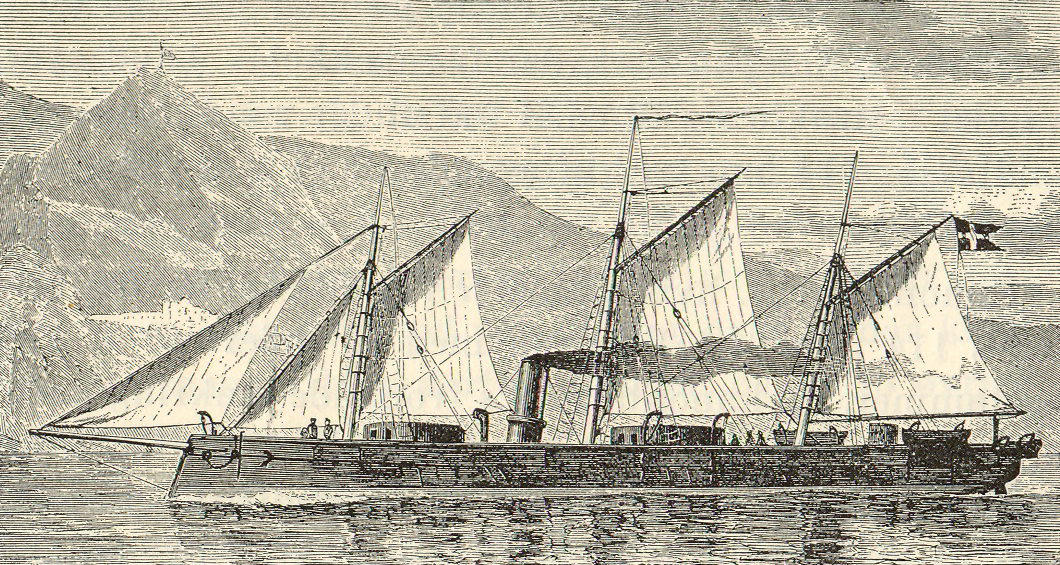
Okręt pancerny „Rolf Krake”. Ilustracja: C.F. Sørensen, XIX w.

- okręt pancerny „Rolf Krake” (uczestniczący w II wojnie o Szlezwik)
- niszczyciel eskortowy (do 1952 HMS Calpe)